# Conus acutimarginatus
Conus acutimarginatus é uma espécie de gastrópode do gênero Conus, pertencente à família Conidae.